# Ежен Ланженов
Ежен Ланженов (фр. Eugène Langenove, 18 лютого 1899 — 3 березня 1958) — французький футболіст, що грав на позиції захисника, зокрема за «Ред Стар» та національну збірну Франції.

## Клубна кар'єра
У дорослому футболі дебютував 1920 року виступами за команду «Олімпік» (Париж), в якій провів два сезони. 
Протягом 1922—1923 років грав в Англії, де захищав кольори «Волсолла». 
1925 року продовжив кар'єру на батьківщині в клубі «Ред Стар», за який відіграв заключні три сезони. Завершив професійну кар'єру футболіста у 1928 році.

## Виступи за збірну
1921 року взяв участь у двох офіційних матчах за національну збірну Франції.
Помер 3 березня 1958 року на 60-му році життя.
| Дата      | Місто    | Господарі | Результат | Гості   | Турнір           | Голи | Примітки |
| --------- | -------- | --------- | --------- | ------- | ---------------- | ---- | -------- |
| 20-2-1921 | Марсель  | Франція   | 1 – 2     | Італія  | товариський матч | -    |          |
| 6-3-1921  | Брюссель | Бельгія   | 3 – 1     | Франція | товариський матч | -    |          |
| Усього    |          | Матчів    | 2         |         | Голів            | 0    |          |